# ورزشگاه فوتبال گوانگیانگ
ورزشگاه فوتبال گوانگیانگ نام مستعار دراگون دونگئون یک ورزشگاه فوتبال است. در شهر گوانگیانگ, کره جنوبی واقع شده است. ورزشگاه میزبان بازی های خانگی باشگاه چونام دراگونز در رقابت های کی لیگ است. ورزشگاه گنجایش ۱۴،۲۸۴ هزار نفر دارا است و در بیشترین حالت ۲۰،۰۰۰ هزار نفر در خود جای می دهد و در سال ۱۹۹۲ ساخته شده است.

## تصاویر

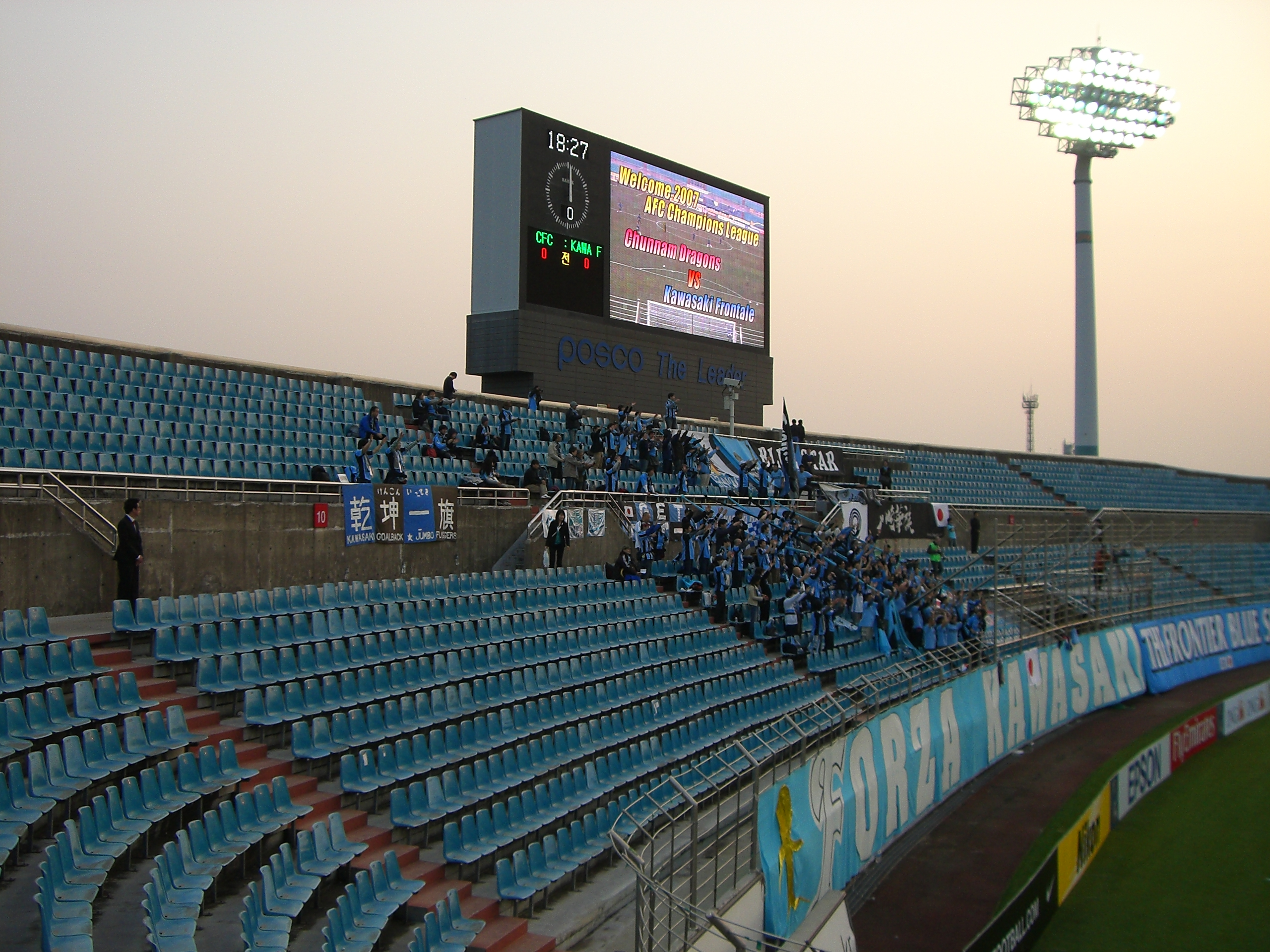
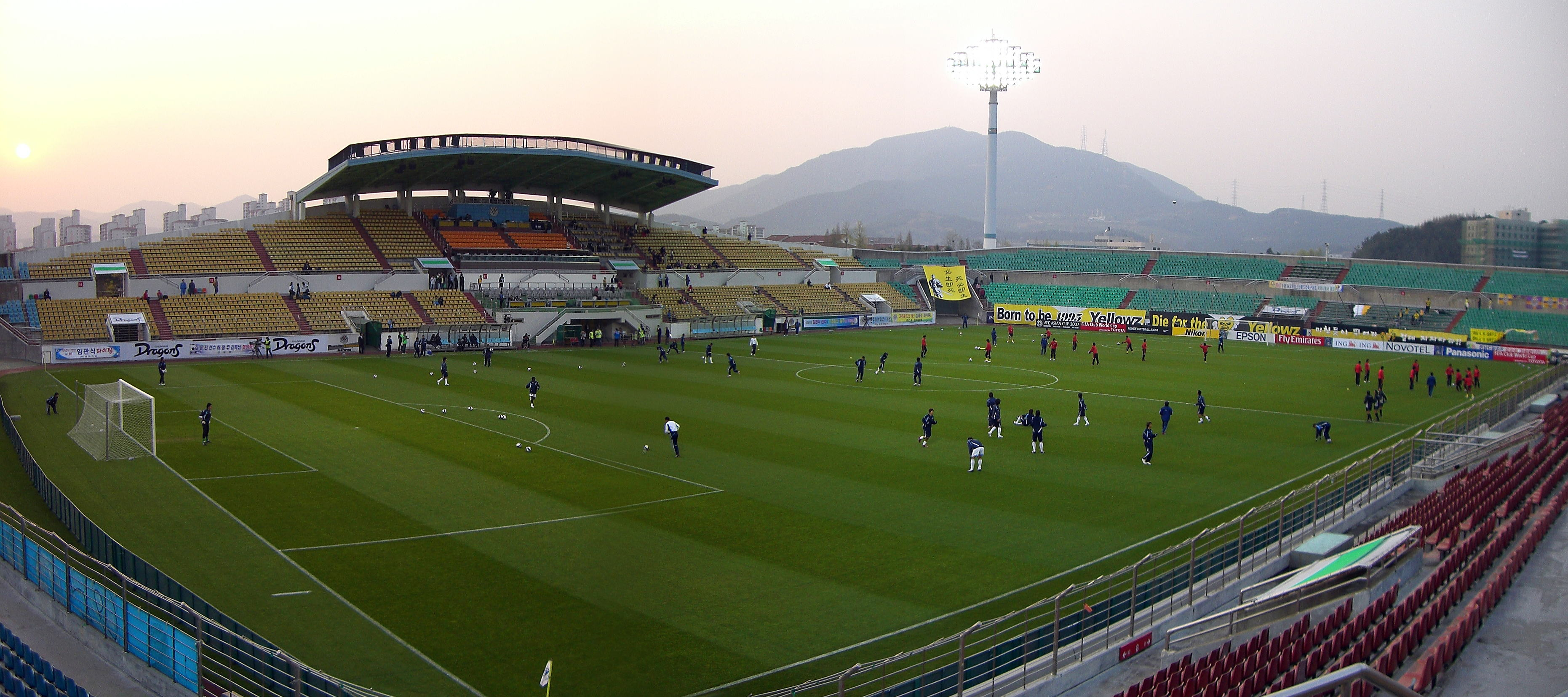